# 경상남도의 마천루 목록
대한민국 경상남도의 마천루 목록이다. 대한민국의 「초고층 및 지하연계 복합건축물 재난관리에 관한 특별법」에 따르면 '초고층 건축물' 이란 층수가 50층 이상 또는 높이가 200m 이상인 건축물을 말한다.

## 가장 높은 마천루
본 목록은 완공되었거나, 상량식을 끝낸 마천루이다.
| 순위 | 이름                                   | 사진 | 위치              | 높이 | 층수 | 완공 연도 | 비고                                           |
| ---- | -------------------------------------- | ---- | ----------------- | ---- | ---- | --------- | ---------------------------------------------- |
| 1    | 창원 메트로시티 2단지 207동            |      | 창원시 마산회원구 | 195m | 55층 | 2015년    | [ 1 ] [ 2 ]                                    |
| 2=   | 더 시티7 자이 102동                    |      | 창원시 성산구     | 171m | 43층 | 2009년    | [ 3 ]                                          |
| 2=   | 더 시티7 자이 103동                    |      | 창원시 성산구     | 171m | 43층 | 2009년    | [ 4 ]                                          |
| 4=   | 창원 메트로시티 2단지 206동            |      | 창원시 마산회원구 | 162m | 49층 | 2015년    | [ 5 ]                                          |
| 4=   | 창원 메트로시티 2단지 201동            |      | 창원시 마산회원구 | 160m | 49층 | 2015년    | [ 6 ]                                          |
| 4=   | 창원 메트로시티 2단지 204동            |      | 창원시 마산회원구 | 160m | 49층 | 2015년    | [ 7 ]                                          |
| 7=   | 힐스테이트 아티움시티 101동            |      | 창원시 의창구     | 159m | 49층 | 2020년    | [ 8 ]                                          |
| 7=   | 힐스테이트 아티움시티 102동            |      | 창원시 의창구     | 159m | 49층 | 2020년    | [ 9 ]                                          |
| 7=   | 힐스테이트 아티움시티 103동            |      | 창원시 의창구     | 159m | 49층 | 2020년    | [ 10 ]                                         |
| 7=   | 힐스테이트 아티움시티 104동            |      | 창원시 의창구     | 159m | 49층 | 2020년    | [ 11 ]                                         |
| 11   | 창원 메트로시티 2단지 202동            |      | 창원시 마산회원구 | 158m | 48층 | 2015년    | [ 12 ]                                         |
| 12   | 창원 메트로시티 2단지 203동            |      | 창원시 마산회원구 | 156m | 47층 | 2015년    | [ 13 ]                                         |
| 13   | 거제 장평 유림 노르웨이숲 아파트 101동 |      | 거제시 장평동     | 147m | 49층 | 2017년    | 2017년에 거제시에서 가장 높은 마천루가 되었다. |
| 14   | 창원 메트로시티 2단지 205동            |      | 창원시 마산회원구 | 144m | 44층 | 2015년    | [ 15 ]                                         |
| 15=  | 양산 금호 리첸시아 101동               |      | 양산시 중부동     | 140m | 44층 | 2024년    | [ 16 ]                                         |
| 15=  | 양산 금호 리첸시아 102동               |      | 양산시 중부동     | 140m | 44층 | 2024년    | [ 16 ]                                         |
| 17   | 거제 장평 유림 노르웨이숲 아파트 102동 |      | 거제시 장평동     | 139m | 49층 | 2017년    | 2017년에 거제시에서 가장 높은 마천루가 되었다. |
| 18=  | 유니시티 어반브릭스 타워 1동           |      | 창원시 의창구     | 138m | 38층 | 2019년    | [ 18 ]                                         |
| 18=  | 김해 푸르지오 하이엔드 1단지 101동     |      | 김해시 안동       | 138m | 47층 | 2023년    | [ 19 ]                                         |
| 18=  | 김해 푸르지오 하이엔드 1단지 102동     |      | 김해시 안동       | 138m | 47층 | 2023년    | [ 20 ]                                         |
| 18=  | 김해 푸르지오 하이엔드 1단지 105동     |      | 김해시 안동       | 138m | 47층 | 2023년    | [ 21 ]                                         |
| 18=  | 김해 푸르지오 하이엔드 1단지 107동     |      | 김해시 안동       | 138m | 47층 | 2023년    | [ 22 ]                                         |
| 23=  | 김해 푸르지오 하이엔드 1단지 103동     |      | 김해시 안동       | 132m | 45층 | 2023년    | [ 23 ]                                         |
| 23=  | 김해 푸르지오 하이엔드 1단지 106동     |      | 김해시 안동       | 132m | 45층 | 2023년    | [ 24 ]                                         |
| 25=  | 부원역 그린코아 더 센텀 101동          |      | 김해시 부원동     | 123m | 39층 | 2018년    | [ 25 ]                                         |
| 25=  | 부원역 그린코아 더 센텀 102동          |      | 김해시 부원동     | 123m | 39층 | 2018년    | [ 25 ]                                         |
| 27=  | 창원 중동 유니시티 4단지 401동         |      | 창원시 의창구     | 122m | 42층 | 2019년    | [ 26 ]                                         |
| 27=  | 창원 중동 유니시티 1단지 112동         |      | 창원시 의창구     | 122m | 42층 | 2019년    | [ 27 ]                                         |
| 27=  | 창원 중동 유니시티 3단지 305동         |      | 창원시 의창구     | 122m | 42층 | 2019년    | [ 28 ]                                         |
| 27=  | 창원 중동 유니시티 3단지 306동         |      | 창원시 의창구     | 122m | 42층 | 2019년    | [ 29 ]                                         |
| 27=  | 창원 중동 유니시티 3단지 307동         |      | 창원시 의창구     | 122m | 42층 | 2019년    | [ 30 ]                                         |
| 32=  | 양산 유림노르웨이숲 102동              |      | 양산시 물금읍     | 120m | 41층 | 2018년    | [ 31 ]                                         |
| 32=  | 양산 유림노르웨이숲 101동              |      | 양산시 물금읍     | 120m | 41층 | 2018년    | [ 32 ]                                         |
| 34=  | 창원 중동 유니시티 2단지 201동         |      | 창원시 의창구     | 118m | 42층 | 2019년    | [ 33 ]                                         |
| 34=  | 창원 중동 유니시티 2단지 202동         |      | 창원시 의창구     | 118m | 42층 | 2019년    | [ 34 ]                                         |
| 34=  | 창원 중동 유니시티 2단지 203동         |      | 창원시 의창구     | 118m | 42층 | 2019년    | [ 35 ]                                         |
| 37=  | 상남 아크로타워 A동                    |      | 창원시 성산구     | 118m | 34층 | 2008년    | [ 36 ]                                         |
| 37=  | 상남 아크로타워 B동                    |      | 창원시 성산구     | 118m | 34층 | 2008년    | [ 37 ]                                         |
| 39=  | 양산 유림노르웨이숲 103동              |      | 양산시 물금읍     | 117m | 40층 | 2018년    | [ 38 ]                                         |
| 39=  | 장유경동리인하이스트 104동             |      | 김해시 신문동     | 117m | 40층 | 2019년    | [ 39 ]                                         |
| 39=  | 창원 메트로시티 1단지 109동            |      | 창원시 마산회원구 | 117m | 39층 | 2009년    | [ 40 ]                                         |
| 39=  | 창원 중동 유니시티 4단지 403동         |      | 창원시 의창구     | 117m | 40층 | 2019년    | [ 41 ]                                         |
| 39=  | 창원 메트로시티 1단지 114동            |      | 창원시 마산회원구 | 117m | 39층 | 2009년    | [ 42 ]                                         |
| 44=  | 창원 중동 유니시티 4단지 404동         |      | 창원시 의창구     | 116m | 40층 | 2019년    | [ 43 ]                                         |
| 44=  | 창원 중동 유니시티 4단지 409동         |      | 창원시 의창구     | 116m | 40층 | 2019년    | [ 44 ]                                         |
| 44=  | 창원 중동 유니시티 4단지 411동         |      | 창원시 의창구     | 116m | 40층 | 2019년    | [ 45 ]                                         |
| 44=  | 창원 중동 유니시티 1단지 105동         |      | 창원시 의창구     | 116m | 40층 | 2019년    | [ 46 ]                                         |
| 44=  | 창원 중동 유니시티 3단지 304동         |      | 창원시 의창구     | 116m | 40층 | 2019년    | [ 47 ]                                         |
| 44=  | 창원 중동 유니시티 3단지 308동         |      | 창원시 의창구     | 116m | 40층 | 2019년    | [ 48 ]                                         |
| 44=  | SKY시티 프라디움 103동                 |      | 진주시 가좌동     | 116m | 39층 | 2019년    | 현재 진주시에서 가장 높은 마천루다.            |
| 44=  | SKY시티 프라디움 104동                 |      | 진주시 가좌동     | 116m | 39층 | 2019년    | 현재 진주시에서 가장 높은 마천루다.            |
| 44=  | SKY시티 프라디움 105동                 |      | 진주시 가좌동     | 116m | 39층 | 2019년    | 현재 진주시에서 가장 높은 마천루다.            |
| 44=  | SKY시티 프라디움 106동                 |      | 진주시 가좌동     | 116m | 39층 | 2019년    | 현재 진주시에서 가장 높은 마천루다.            |
| 44=  | 장유경동리인하이스트 106동             |      | 김해시 신문동     | 116m | 40층 | 2019년    | [ 53 ]                                         |
| 44=  | SKY시티 프라디움 107동                 |      | 진주시 가좌동     | 116m | 39층 | 2019년    | 현재 진주시에서 가장 높은 마천루다.            |
| 56=  | 창원 중동 유니시티 1단지 101동         |      | 창원시 의창구     | 115m | 40층 | 2019년    | [ 55 ]                                         |
| 56=  | 창원 중동 유니시티 1단지 109동         |      | 창원시 의창구     | 115m | 40층 | 2019년    | [ 56 ]                                         |
| 56=  | 창원 중동 유니시티 1단지 113동         |      | 창원시 의창구     | 115m | 40층 | 2019년    | [ 57 ]                                         |
| 56=  | 신진주역세권 시티프라디움 2차 201동    |      | 진주시 가좌동     | 115m | 39층 | 2020년    | [ 58 ]                                         |
| 56=  | 장유경동리인하이스트 105동             |      | 김해시 신문동     | 115m | 40층 | 2019년    | [ 59 ]                                         |
| 61=  | 신진주역세권 시티프라디움 2차 202동    |      | 진주시 가좌동     | 114m | 39층 | 2020년    | [ 60 ]                                         |
| 61=  | 신진주역세권 시티프라디움 2차 203동    |      | 진주시 가좌동     | 114m | 39층 | 2020년    | [ 61 ]                                         |
| 61=  | 창원 중동 유니시티 4단지 402동         |      | 창원시 의창구     | 114m | 39층 | 2019년    | [ 62 ]                                         |
| 61=  | 창원 중동 유니시티 4단지 410동         |      | 창원시 의창구     | 114m | 39층 | 2019년    | [ 63 ]                                         |
| 65=  | 포레나 신진주 101동                    |      | 진주시 가좌동     | 113m | 38층 | 2019년    | [ 64 ]                                         |
| 65=  | 포레나 신진주 103동                    |      | 진주시 가좌동     | 113m | 38층 | 2019년    | [ 65 ]                                         |
| 67=  | 스카이 시티프라디움 101동              |      | 진주시 가좌동     | 112m | 37층 | 2019년    | [ 66 ]                                         |
| 67=  | 김해 푸르지오 하이엔드 1단지 104동     |      | 김해시 안동       | 112m | 38층 | 2023년    | [ 67 ]                                         |
| 69=  | 스카이 시티프라디움 102동              |      | 진주시 가좌동     | 111m | 37층 | 2019년    | [ 68 ]                                         |
| 69=  | 창원 중동 유니시티 4단지 408동         |      | 창원시 의창구     | 111m | 42층 | 2019년    | [ 69 ]                                         |
| 69=  | 창원 중동 유니시티 3단지 309동         |      | 창원시 의창구     | 111m | 42층 | 2019년    | [ 70 ]                                         |
| 72=  | 포레나 신진주 102동                    |      | 진주시 가좌동     | 110m | 42층 | 2019년    | [ 71 ]                                         |
| 72=  | 장유경동리인하이스트 107동             |      | 김해시 신문동     | 110m | 40층 | 2019년    | [ 72 ]                                         |
| 74=  | 마산만 아이파크 102동                  |      | 창원시 마산합포구 | 109m | 36층 | 2010년    | [ 73 ]                                         |
| 74=  | 마산만 아이파크 103동                  |      | 창원시 마산합포구 | 109m | 36층 | 2010년    | [ 74 ]                                         |
| 74=  | 마산만 아이파크 104동                  |      | 창원시 마산합포구 | 109m | 36층 | 2010년    | [ 75 ]                                         |
| 74=  | 마산만 아이파크 105동                  |      | 창원시 마산합포구 | 109m | 36층 | 2010년    | [ 76 ]                                         |
| 78=  | 창원 중동 유니시티 1단지 108동         |      | 창원시 의창구     | 108m | 40층 | 2019년    | [ 77 ]                                         |
| 78=  | 창원 중동 유니시티 1단지 110동         |      | 창원시 의창구     | 108m | 40층 | 2019년    | [ 78 ]                                         |
| 80=  | STX 오션타워빌딩                       |      | 창원시 성산구     | 105m | 21층 | 2007년    | [ 79 ]                                         |
| 80=  | 창원 메트로시티 1단지 103동            |      | 창원시 마산회원구 | 105m | 35층 | 2009년    | [ 80 ]                                         |
| 80=  | 유니시티 어반브릭스 타워 2동           |      | 창원시 의창구     | 105m | 38층 | 2019년    | [ 18 ]                                         |
| 80=  | 마산만 아이파크 101동                  |      | 창원시 마산합포구 | 105m | 35층 | 2010년    | [ 81 ]                                         |
| 84   | 마산만 아이파크 106동                  |      | 창원시 마산합포구 | 102m | 34층 | 2010년    | [ 82 ]                                         |

## 구조물
| 이름         | 사진 | 위치          | 높이 | 층수 | 완공 연도 | 비고   |
| ------------ | ---- | ------------- | ---- | ---- | --------- | ------ |
| 양산타워     |      | 양산시 동면   | 160m | 2층  | 2008년    | [ 83 ] |
| 창원솔라타워 |      | 창원시 진해구 | 136m | 28층 | 2012년    | [ 84 ] |

## 미완공 마천루

### 공사중인 마천루
이 목록은 현재 경상남도에서 공사가 진행중인 마천루이다.
| 이름                                           | 상태   | 위치            | 높이 | 층수 | 완공 예정  | 비고   |
| ---------------------------------------------- | ------ | --------------- | ---- | ---- | ---------- | ------ |
| e편한세상 삼천포 오션프라임 102동              | 공사중 | 사천시 동금동   | 140m | 49층 | 2026년 3월 |        |
| e편한세상 삼천포 오션프라임 101동              | 공사중 | 사천시 동금동   | 135m | 49층 | 2026년 3월 |        |
| e편한세상 삼천포 오션프라임 103동              | 공사중 | 사천시 동금동   | 135m | 49층 | 2026년 3월 |        |
| e편한세상 삼천포 오션프라임 104동              | 공사중 | 사천시 동금동   | 135m | 49층 | 2026년 3월 |        |
| 김해 율하 더 스카이시티 제니스 앤 프라우 101동 | 공사중 | 김해시 신문동   | -    | 49층 | 2025년 2월 | [ 85 ] |
| 김해 율하 더 스카이시티 제니스 앤 프라우 102동 | 공사중 | 김해시 신문동   | -    | 49층 | 2025년 2월 | [ 86 ] |
| 김해 율하 더 스카이시티 제니스 앤 프라우 103동 | 공사중 | 김해시 신문동   | -    | 49층 | 2025년 2월 | [ 87 ] |
| 김해 율하 더 스카이시티 제니스 앤 프라우 104동 | 공사중 | 김해시 신문동   | -    | 49층 | 2025년 2월 | [ 88 ] |
| 김해 율하 더 스카이시티 제니스 앤 프라우 105동 | 공사중 | 김해시 신문동   | -    | 49층 | 2025년 2월 | [ 89 ] |
| 김해 율하 더 스카이시티 제니스 앤 프라우 106동 | 공사중 | 김해시 신문동   | -    | 49층 | 2025년 2월 | [ 90 ] |
| 김해 율하 더 스카이시티 제니스 앤 프라우 107동 | 공사중 | 김해시 신문동   | -    | 49층 | 2025년 2월 | [ 91 ] |
| 김해 율하 더 스카이시티 제니스 앤 프라우 108동 | 공사중 | 김해시 신문동   | -    | 49층 | 2025년 2월 | [ 92 ] |
| 김해 율하 더 스카이시티 제니스 앤 프라우 109동 | 공사중 | 김해시 신문동   | -    | 49층 | 2025년 2월 | [ 93 ] |
| 김해 율하 더 스카이시티 제니스 앤 프라우 110동 | 공사중 | 김해시 신문동   | -    | 49층 | 2025년 2월 | [ 94 ] |
| 김해 율하 더 스카이시티 제니스 앤 프라우 111동 | 공사중 | 김해시 신문동   | -    | 49층 | 2025년 2월 | [ 95 ] |
| 김해 율하 더 스카이시티 제니스 앤 프라우 112동 | 공사중 | 김해시 신문동   | -    | 49층 | 2025년 2월 | [ 96 ] |
| 김해 율하 더 스카이시티 제니스 앤 프라우 113동 | 공사중 | 김해시 신문동   | -    | 49층 | 2025년 2월 | [ 97 ] |
| 진주혁신도시 푸르지오 퍼스트시티 C동           | 공사중 | 진주시 충무공동 | -    | 39층 | -          |        |
| 진주혁신도시 푸르지오 퍼스트시티 B동           | 공사중 | 진주시 충무공동 | -    | 38층 | -          |        |
| 진주혁신도시 푸르지오 퍼스트시티 D동           | 공사중 | 진주시 충무공동 | -    | 34층 | -          |        |
| 진주혁신도시 푸르지오 퍼스트시티 A동           | 공사중 | 진주시 충무공동 | -    | 34층 | -          |        |

### 계획중인 마천루
현재 계획이 진행중인 마천루이다.
| 이름                                       | 위치              | 높이 | 층수 | 완공 예정 | 비고 |
| ------------------------------------------ | ----------------- | ---- | ---- | --------- | ---- |
| 창원관광타워                               | 창원시 마산회원구 | 665m | -    | -         |      |
| 옛 포항역 철도부지 도시재생 복합개발사업 1 | 포항시 북구       | 200m | 69층 | -         |      |
| 옛 포항역 철도부지 도시재생 복합개발사업 2 | 포항시 북구       | 200m | 69층 | -         |      |
| 옛 포항역 철도부지 도시재생 복합개발사업 3 | 포항시 북구       | 200m | 69층 | -         |      |
| 어방동 6-9번지 일원 공동주택               | 김해시 어방동     | -    | 49층 | -         |      |
| 구 삼천포 역사부지 초고층 주상복합 APT 1   | 사천시 동금동     | -    | 47층 | -         |      |
| 구 삼천포 역사부지 초고층 주상복합 APT 2   | 사천시 동금동     | -    | 47층 | -         |      |
| 신문동 600번지 일원 주상복합               | 김해시 신문동     | -    | 45층 | -         |      |
| 부원동 262번지 일원 주상복합               | 김해시 부원동     | -    | 42층 | -         |      |
| 장유무계지구 4블록 주상복합                | 김해시 무계동     | -    | 42층 | -         |      |
| 가좌동 594번지 일원 주상복합               | 진주시 가좌동     | -    | 39층 | -         |      |
| 평산동 64-6번지 일원 공동주택              | 양산시 평산동     | -    | 37층 | -         |      |

### 취소된 마천루
건설이 취소된 마천루이다.
| 이름           | 위치            | 높이 | 층수 | 비고 |
| -------------- | --------------- | ---- | ---- | ---- |
| 스타디메르 A동 | 거제시 장승포동 | 150m | 47층 |      |
| 스타디메르 B동 | 거제시 장승포동 | 150m | 47층 |      |
| 아쿠아 폴리스  | 거제시          | 120m | 40층 |      |

## 같이 보기
- 경상남도
- 마천루 목록
- 아시아의 마천루 목록
- 대한민국의 마천루 목록